# Klaus Janek
Klaus Janek (* 26. November 1969 in Bozen, Italien) ist ein italienischer Kontrabassist der improvisierten Musik und Komponist experimenteller elektronischer Musik. Er lebt in Berlin.

## Leben und Wirken
Janek lernte zunächst Flöte, um dann Trompete zu spielen. Seit 1988 wendete er sich dem klassischen Kontrabass zu, den er bei Mauro Muraro studierte. Er besuchte Meisterklassen und Workshops mit Dave Holland, Peter Kowald, Butch Morris und Jaribu Shahid. Er spielt sowohl akustischen Kontrabass als auch elektronisch bearbeiteten Kontrabass. 
Er trat mit Kowalds Ort-Ensemble und auf dem Vision Festival mit einem von Bill Dixon geleiteten Ensemble auf. Seit 1994 gibt er auch Solokonzerte; nach seinem ersten Soloalbum Caspar² (2001) legte er 2004 ein weiteres Soloalbum Caspar² vor. Weitere Alben entstanden für edel classics, minor music, Solponticello und Ubiquity.
Seine Klangforschung und Arbeit als Solist, in verschiedenen Formationen und für Tanz- und Theaterproduktionen wird international wahrgenommen und geschätzt. Für das Stück Apud der Thierry Niang Company, Marseille, komponierte er die Suite  Lettera Amorosa (2002–03). Mit Claudio Rocchetti war er auf Südostasientournee (Album Hong Kong Pavilion). Er improvisierte mit Musikern wie Borah Bergman, Toshinori Kondō, Johannes und Conny Bauer, Joe und Mat Maneri, Wolfgang Fuchs, Michael Zerang, Klaus Kürvers, Florian Bramböck, Christoph Irmer, Agustí Fernández, Andreas Paolo Perger, Roger Turner, LaDonna Smith oder Wilbert de Joode. Weiterhin trat er mit den 17 Hippies auf.
Auch arbeitet er als Klangdesigner für Architektur und Medien (arte, ZDF und 3sat); ferner komponierte er Filmmusiken für Dokumentarfilme. Er war mit der Tänzerin und Choreographin Britta Pudelko verheiratet.

## Diskographische Hinweise
- Caspar (Solponticello, 1997–2000)[5]
- Scott R. Looney / Klaus Janek: 1510 (Edgetone Records, 2010)
- Claudio Rocchetti / Klaus Janek: Hong Kong Pavilion (Re-Records, 2013)

## Filmographie (Auswahl)
- 2006: Kehraus (Filmtrilogie, Regie: Gerd Kroske)
- 2008: Wollis Paradies (Regie: Gerd Kroske)
- 2012: Heino Jaeger – look before you kuck (Regie: Gerd Kroske)